# Bahía de Anapa
La bahía de Anapa (del ruso: Анапская бухта) es una bahía que se abre hacia el norte de la costa meridional de la península de Tamán, en el nordeste del mar Negro, junto a la ciudad de Anapa. Pertenece administrativamente al krai de Krasnodar de Rusia. 
La bahía constituye lo que queda del antiguo golfo de Anapa, que fue cerrado por los depósitos aluviales de los ríos Kubán, Anapka y Kumatyr, formándose los pantanos de Anapa, drenados por el segundo de los ríos que corta el cordón litoral de Anapa. 
Representa el resto en tiempos pasados el golfo extenso Anapsky, заиление большей que partes del territorio por la actividad aluvial de los ríos premontañosos se ha acabado al fin ХIХ del siglo. La mayor parte del antiguo golfo ahora es ocupada por el estero Anapsky, que con la bahía une la corriente de agua pequeña a la corriente variable — el río Anapka que corta la trenza Anapsky. En la actualidad en la bahía están situados el yacht-club y el puerto marítimo de Anapa.
La costa de la bahía asciende en altura desde el norte, con de playas de 2-3 m de altura, hacia el sur, con elevaciones de 23 m. Esta parte de la bahía, llamada Málaya Bujta ("Pequeña Bahía") es más profunda y se apoya en los contrafuertes premontañosos del Cáucaso. En su costa, llamada Vysoki bereg ("orilla alta") se hallan un malecón con cafeterías.
En la bahía se hallan actualmente el club de yates y el puerto marítimo de Anapa.